# Anomalie spiralaire norvégienne de 2009

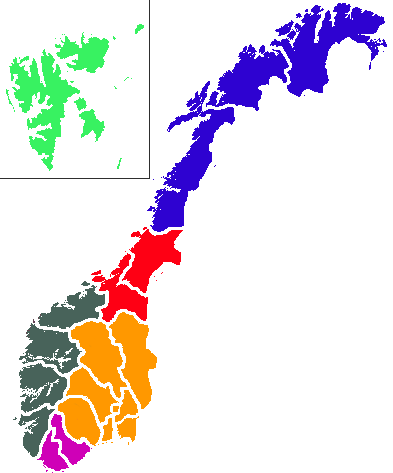
Carte de la Norvège avec les zones où le phénomène lumineux a été observé, en rouge (Trøndelag) et en bleu (Nord-Norge).

L'anomalie spiralaire norvégienne de 2009 est un phénomène lumineux apparu le 9 décembre 2009 dans le ciel nocturne au-dessus de la Norvège. Visible dans le nord de la Norvège et de la Suède, où il a été photographié, il consistait en un faisceau de lumière bleue avec une spirale grisâtre émanant d'une de ses extrémités. Observable dans l'ensemble du comté de Trøndelag et dans les trois comtés du Nord-Norge, ainsi que dans le nord de la Suède, le phénomène a persisté une dizaine de minutes ; des témoins décrivent une lumière bleue surgissant au-dessus d'une montagne et s'immobilisant dans les airs avant de se mettre à tournoyer vers l'extérieur. Un événement similaire, quoique moins spectaculaire, s'était également produit en Norvège le mois précédent. Les deux événements s'apparentaient à des vols ratés de SLBM russes RSM-56 Boulava,, et le ministère russe de la Défense a déclaré quelque temps plus tard qu'un tel vol raté avait effectivement eu lieu le 9 décembre.

## Hypothèses initiales
Des centaines d'appels ont submergé l'Institut météorologique norvégien, les riverains étant curieux de savoir ce qu'ils voyaient. Le célèbre astronome norvégien Knut Jørgen Røed Ødegaard (en) a souligné que la zone d'observation du phénomène lumineux était exceptionnellement grande, couvrant tout le nord de la Norvège et le comté de Trøndelag. Il a également été suggéré qu'il s'agissait peut-être d'une variété rare et non décrite d'aurore boréale[réf. nécessaire].
Les passionnés d'OVNIS ont immédiatement commencé à se demander si l'apparition de la lumière aérienne pouvait être une preuve d'intelligence extraterrestre, suggérant entre autres qu'il pourrait s'agir d'un trou de ver, ou d'un phénomène lié d'une manière ou d'une autre aux récentes expériences à haute énergie menées au Grand Collisionneur de hadrons en Suisse.

## Test de missile balistique
Le 10 décembre 2009, le ministère russe de la Défense a annoncé qu'un test de missile Boulava avait échoué. Selon un porte-parole, « les deux premiers étages du missile ont fonctionné normalement, mais il y a eu un problème technique au niveau du troisième étage ». Le journaliste spécialisé en défense Pavel Felgenhauer a déclaré à l'AFP que « des lumières et nuages de ce genre apparaissent parfois lorsqu'un missile subit un dysfonctionnement dans les couches supérieures de l'atmosphère, et ont déjà été observés par le passé… Au moins, ce test raté aura offert de beaux feux d'artifice aux Norvégiens ». Avant la déclaration russe, Jonathan McDowell, astrophysicien au Harvard-Smithsonian Center for Astrophysics, avait déjà suggéré qu'un tel phénomène lumineux inhabituel se produisait lorsque la tuyère du troisième étage d'un missile était endommagée, provoquant un échappement latéral qui fait tourner le missile sur lui-même.